# Parafia św. Jadwigi Królowej Wawelskiej w Poznaniu
Parafia św. Jadwigi Królowej Wawelskiej w Poznaniu – parafia rzymskokatolicka w archidiecezji poznańskiej w dekanacie Poznań-Piątkowo.
Erygowana 7 września 1997 roku dla mieszkańców dzielnicy Umultowo oraz osiedla Różany Potok, a także Nowej Wsi Górnej i Dolnej. Posługę duszpasterską sprawują księża Towarzystwa Chrystusowego dla Polonii Zagranicznej. Biuro parafialne mieści się przy ul. Mleczowej 1.

## Terytorium
- Poznań - ulice: Agatowa, Ajdukiewicza, Ametystowa, Anyżowa, Ballenstedta, Bananowa, Bazyliowa, Berylowa, Borówkowa, Bożydara, Bożywoja, Brylantowa, Bursztynowa, Bylicowa, Cynamonowa, Cyrkoniowa, Cytrynowa, Czekoladowa, Daktylowa, Degi, Detloffa, Dolna, Drewsa, Dzięgielowa, Dziurawcowa, Figowa, Gorczycowa, Granatowa, Grochmalickiego, Gryczana, Huby Moraskie, Jarowa, Jasne Błonie, Jaspisowa, Jaśkowiaka, Jemiołowa, Jezierskiego, Karmelowa, Kocankowa, Kokosowa, Kopcowa, Koprowa, Kozłowskiego, Kresowa, Krwawnikowa, Krygowskiego, Kryształowa, Kwarcowa, Laurowa, Lebiodowa, Lewandowskiego, Limonkowa, Lisowskiego, Lubczykowa, Łagodna, Łopianowa, Maciejewskiego, Maków Polnych, Malachitowa, Mandarynkowa, Mariampolska, Melisowa, Miętowa, Migdałowa, Mirtowa, Mleczowa, Nadwarciańska, Naramowicka (nr. 232-278 i 261-375), Nefrytowa, Nostrzykowa, Opalowa, Paczoskiego, Perłowa, Pollaka, Pomarańczowa, Poręba, Radłowa, Rdestowa, Rodzynkowa, Rubież (nr. 81-99), Rubinowa, Rumiankowa, Rungego, Rzewieniowa, Skałkowskiego, Skrzypowa, Słonecznikowa, Spokojna, Strażewicza, Szafranowa, Szałwiowa, Szczawiowa, Szmaragdowa, Szweykowskiego, Ślazowa, Tatarakowa, Topazowa, Tymiankowa, Umultowska (nr. 97-129), Urocza, Vrtela-Wierczyńskiego, Waniliowa, Widłakowa, Wiesiołkowa, Wrotyczowa, Zagajnikowa, Złocieniowa, Żywokostowa.

## Wydawnictwa
Parafia wydaje czasopismo (bez ISSN) pod tytułem Biuletyn informacyjny.